# عبد الرحمن السندي
عبد الرحمن علي فراج السندي (ولد بمحافظة المنيا سنة 1918 وتوفي سنة 1962) هو أحد قياديي الإخوان المسلمين في النصف الأول وبدايات النصف الثاني من القرن العشرين. عهد إليه مرشد الجماعة حسن البنا بتسيير أمور النظام الخاص الجناح العسكري للإخوان المسلمين بعد انتقال محمود عبد الحليم للعمل في دمنهور في 16 يونيو 1941، وذلك بعد تزكية من بعض عناصر الإخوان. ووفقاً للمرشد السابق عمر التلمساني فقد "نشأ الجهاز لمقاومة الوجود الأجنبى ثم انحرف عن الطريق"، وكان أول أعمال النظام الخاص هو تفجير النادي البريطاني، الذي كان مكتظاً بضباط وجنود الجيش الإنجليزي ليلة عيد الميلاد، ولكن التفجير لم يخلف أي ضحايا.
كان السندي يحمل مؤهلاً متوسطاً، وكان يعاني من اعتلال في صمامات قلبه نتيجة حمى روماتزمية، ومع ذلك كان يقود العمل العسكري، وكان يتسم بنشاط كبير. سار السندي في قيادته للنظام الخاص سيراً جعله ينال رضا قيادات الإخوان، ولكن ـ وفقاً لعمر التلمساني ـ مع انتشار وازدياد قوة النظام الخاص أحس السندى بقوته وسلطانه، وكان يتصرف في بعض الأحيان تصرفات لا يقرها البنا، لشعوره أنه على مستوى الندية مع مرشد الجماعة نفسه. ورغم ثورة كثير من الإخوان على السندى والنظام الخاص بعد اغتيالهم المستشار أحمد الخازندار، إلا أن البنا جدد ثقته في النظام الخاص واعتماده على السندى حتى وفاته.
وبعد اغتيال البنا، وقف السندي نفس موقف الندية مع خليفته حسن الهضيبي وبعض كبار قيادات الجماعة. وبعد إعادة تشكيل النظام الخاص على يد الهضيبي أقاله الهضيبي، وعين مكانه أحمد حسنين، مما أدى إلى تمرد السندي على المرشد، بل لقد وصل الأمر إلى احتلاله المركز العام مع بعض أنصاره وذهابه معهم إلى منزل الهضيبى وأساءتهم إليه، مما دفع هيئة مكتب الإرشاد والهيئة التأسيسية إلى اتخاذ قرار بفصل السندى وبعض من معه، وعين بدلاً منه يوسف طلعت، بمباركة من بعض أعضاء النظام الخاص، ومن بينهم المهندس سيد فايز، الذي قُتل فيما بعد بعلبة حلوى مفخخة قيل إن السندي هو الذي أرسلها إليه، كما قام السندي بتصفية إخوان آخرين من خصومه في النظام الخاص.
نجح جمال عبد الناصر في استمالة عبد الرحمن السندى، وقام بتعيينه في شركة شل في قناة السويس، وأفرد له فيللا وسيارة، فأطلعه السندى على الكثير من أحوال النظام الخاص وأسماء أعضائه مما مكن جمال عبد الناصر من اعتقال أعضاء هذا النظام.
نفذ النظام الخاص بعض أعمال العنف تحت قيادة عبد الرحمن السندي، منها نسف المحلات اليهودية أثناء حرب فلسطين واغتيال النقراشي باشا، واغتيال المستشار الخازندار في 22 فبراير 1948 ونسف شركة الإعلانات الشرقية (التي كان يمتلكها يهود آنذاك) في 12 نوفمبر 1948، وغيرها، كما شارك النظام الخاص في حرب فلسطين سنة 1948 وفي حرب القنال لإجلاء الإنجليز سنة 1951.

## حادث السفينة الصهيونية
في عام 1947م في تم تعطيل سفينة يهودية في ميناء بورسعيد والتي كانت تحمل شحنة أسلحة للصهاينة في فلسطين وكانت السلطات المصرية تجهل طبيعة هذه الشحنة لأنها كانت ترفع علم بنما ، فقام النظام الخاص بقيادة محمود الصباغ وشخص من إخوان بورسعيد بتفجير جزء من السفينة أدى إلى عطبها مما دفع السلطات لسحب السفينة لإصلاحها وإفراغ الشحنة التي تكشفت لهم أنها أسلحة فقاموا بمصادرتها.